# Karoliina Kallio
Pour les articles homonymes, voir Kallio.
Karoliina Kallio, est une chanteuse américo-finnoise, née le 31 août 1979 à Savonlinna en Finlande.
Elle est membre du groupe de Waldo's people. Le groupe a représenté la Finlande au Concours Eurovision de la chanson 2009 dans la première demi-finale le 12 mai et s'est qualifié pour la finale. Ils ont terminé en dernière position.